# 網走湖

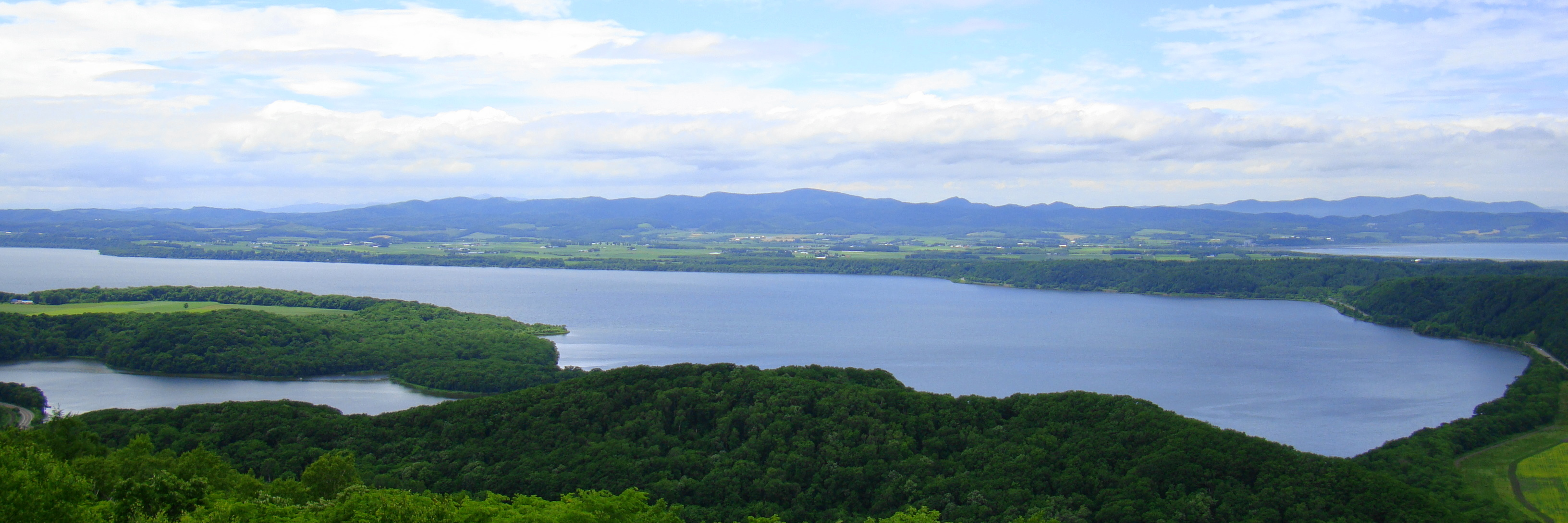
天都山より望む。中央左の陸地は呼人半島 中央右奥は能取湖

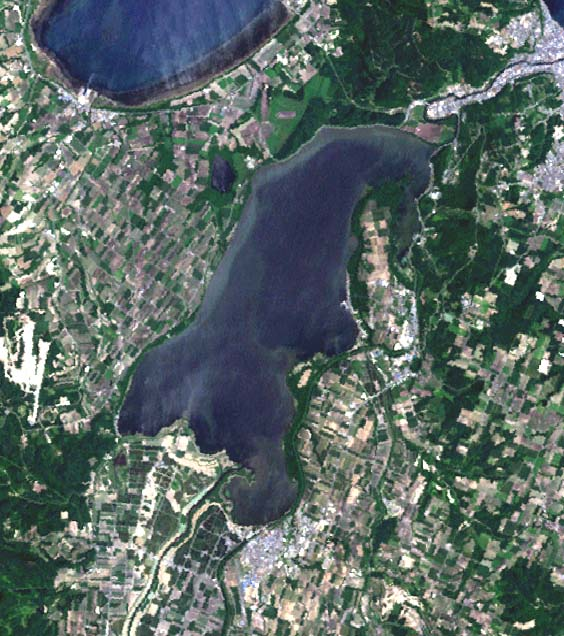
衛星写真

網走湖（あばしりこ）は、北海道網走市と網走郡大空町にまたがる湖である。網走国定公園に含まれる。

## 地理
北海道東北部に位置する。南から網走川が流れ込み、女満別川などを集めて北東部から再び網走川としてオホーツク海に流出する。東岸には呼人半島（よびとはんとう）が大きく突き出す。
湖面標高は0 mで、潮が満ちると下流部から海水が逆流するため、湖底には塩分濃度の高い水が滞留し、無酸素層を形成する(Nakajima et al. 2004)。降水量の多い時期には湖面が高くなり海水の流入が抑えられるため、湖水の塩分濃度は低くなり、無酸素層の上限深度も深くなる。
特に大正期のこの地域の年降水量はいまより100 mmほど多く、網走湖はほとんど淡水湖といえる状況だった。逆に降水量の少ない年には浅い所まで無酸素層が広がり、ワカサギなどが湖面近くに集まるため豊漁となる傾向にある。
- 流入河川 : 網走川、女満別川、トマップ川、サラカオーマキキン川
- 流出河川 : 網走川

## 利用

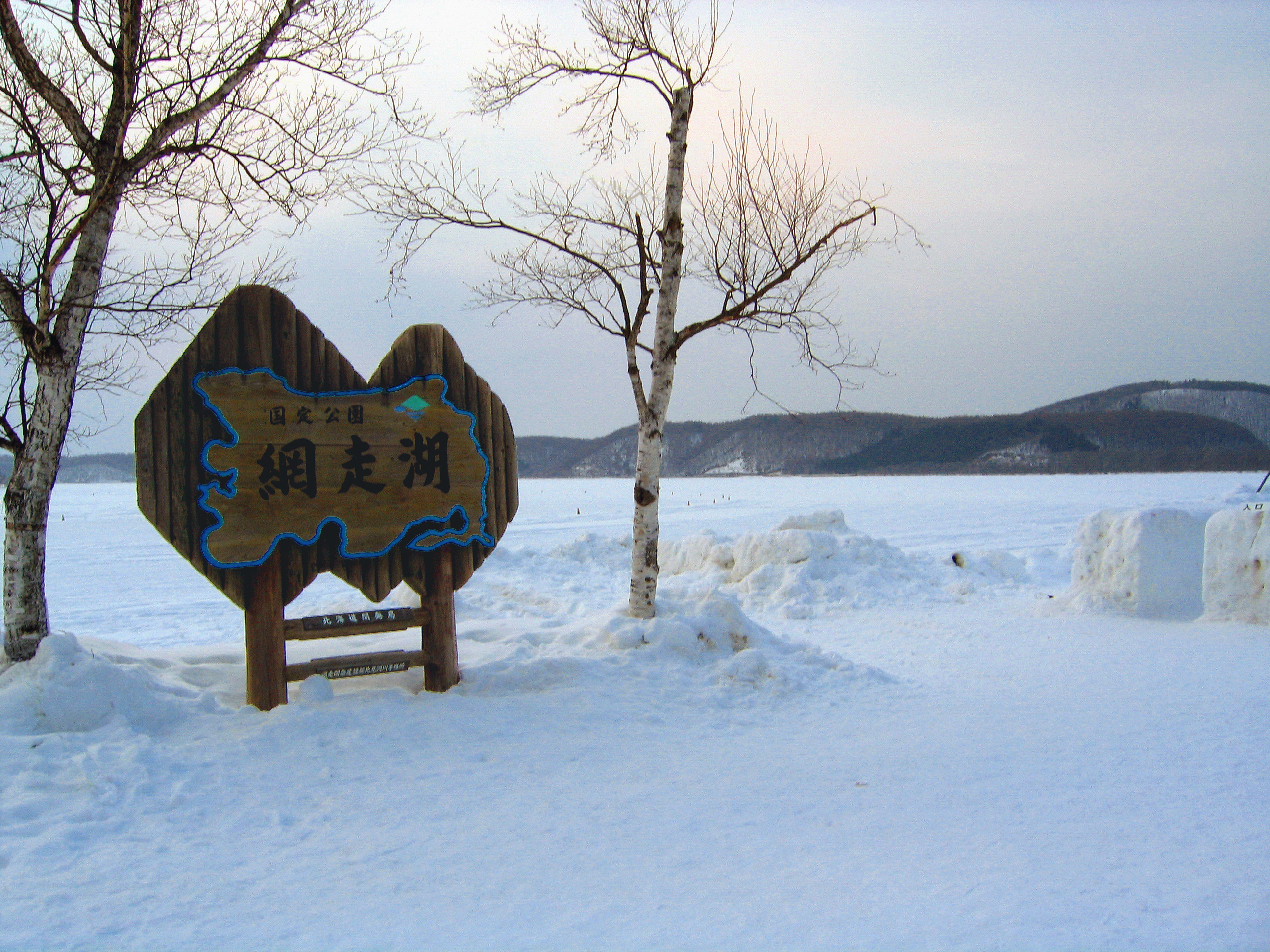
厳冬の網走湖

網走湖ボート場には日本ローイング協会公認の1,000 mコースがあり、夏には大会や練習のために北海道内だけでなく日本全国から選手達が集まる。
冬期は全面結氷し、ワカサギ釣りの釣り人で賑わう。養殖漁業が盛んで、1928年に藻琴湖から持ち込まれたヤマトシジミの他、ワカサギ、コイなどが養殖され、サケ・マスの孵化事業も行われている。そのほか、シラウオ等も漁獲されている。

## 生物相

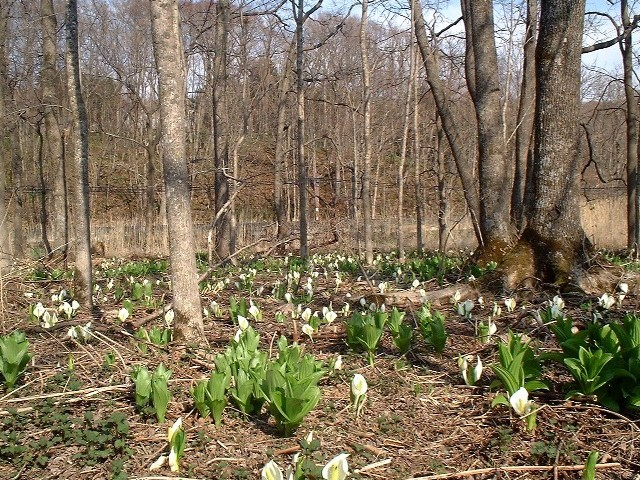
湖畔のミズバショウの群落（2003年4月）

湿地にはハンノキやミズバショウの群落が広がり、特に大空町側のものは「女満別湿性植物群落」として国指定の天然記念物となっている。
周辺の林にはアオサギの営巣地がある。網走川が流出する部分の東には天都山 (207 m)があり、網走湖のみならずオホーツク海や能取湖までを眺望することができる。

## 歴史
約6,000年前の縄文海進期にはオホーツク海の湾入であったと考えられるが（ex. 中島陽司、南川雅男 2001）、海の後退と地盤上昇によって1,200年前ころまでには海と切り離されたとされる。

## 観光
- ミズバショウ（水芭蕉）等の湿生植物群落（4 - 5月）
- 網走湖ボート場（はまなす国体ボート会場）
- 網走湖ボート場キャンプ場
- 女満別湖畔キャンプ場
- 女満別湖畔「ドラゴンボート競技」「花火大会」（7月）
- シジミ採り（女満別湖畔/夏季）
- ワカサギ釣り（冬季氷結期間）
- 北の新大陸発見! あったか網走（冬季氷結期間）

## 湖畔の施設
- 湖畔にある温泉
  - 網走湖畔温泉
  - 女満別温泉
- 網走スポーツトレーニングフィールド
- オホーツクシマリス公園
- 夕陽の家

## 交通
湖の東岸には国道39号およびJR石北本線、北岸には国道238号、西岸には北海道道104号網走端野線が通る。女満別湖畔など女満別地区の最寄駅は女満別駅、ボート場など網走地区の最寄駅は呼人駅となるほか、網走バスが国道39号および国道238号を通っている。